# Ermita de la Soledad (Fuente el Saz de Jarama)
La ermita de la Soledad está situada en las afueras del casco urbano del municipio de Fuente el Saz de Jarama, en la Comunidad de Madrid, España. Se trata de una ermita pequeñísima, de planta rectangular, casi cuadrada, con tejado a cuatro aguas. Toda la fábrica de la ermita responde al llamado aparejo toledano, es decir, de ladrillo y mampostería con verdugadas del mismo material. 
Presenta una fachada sencilla, compuesta por un acceso con arco de medio punto rebajado, enmarcado por dos pequeños vanos enrejados. Una de las fachadas laterales dispone de arco de análogas características, que parece corresponder a otro acceso actualmente cegado. 
En su sencillez, semeja una rábida islámica y su principal valor reside en el artesonado interior en forma de artesa, de una gran calidad desde el punto de vista de la carpintería de lazo. 
Así, el interior se cubre con techumbre de madera ochavada de limas moamares, con tirantes sostenidos con caness lobulados; tiene decoración de lacería y en las pechinas se observa el motivo de servilleta en dos de ellas, y el de lazo con cupulines en otras dos, siguiendo el modelo toledano propio del siglo XVI.